# Foe (película)
Foe (estilizado como FOE) es una película de drama romántico y ciencia ficción próxima a estrenar escrita por Iain Reid y Garth Davis; y dirigida por Garth Davis. Es una adaptación de la novela Foe de Iain Reid. Está protagonizada por Saoirse Ronan, Paul Mescal y Aaron Pierre. Tendrá un Estreno limitado en cines de Estados Unidos, el 6 de octubre de 2023, para semanas más tarde estrenarla en la plataforma de Prime Video.

## Trama
La vida de un matrimonio da un vuelco cuando un extraño llega a su granja y le informa al marido que lo enviarán a una gran estación espacial y que su esposa quedará en compañía de otra persona.

## Elenco
- Paul Mescal como Junior
- Saoirse Ronan como Henrietta
- Aaron Pierre como Terrance

## Producción
En junio de 2021 se anunció que Garth Davis dirigiría la película además de coescribir con el autor de la novela, Iain Reid. Saoirse Ronan, Paul Mescal y Lakeith Stanfield fueron anunciados como protagonistas. En octubre, Aaron Pierre fue elegido para reemplazar a Stanfield. El rodaje comenzó en enero de 2022, en Melbourne.

## Lanzamiento
La película tendrá su estreno mundial en la 61° edición del Festival de Cine de Nueva York, antes de ser distribuida por Amazon Studios en cines y en su propia plataforma.